# درايدن (أونتاريو)
درايدن، أونتاريو (بالإنجليزية: Dryden)‏ هي مدينة كندية تقع في مقاطعة أونتاريو. تبلغ مساحة هذه المدينة 65.2041 (كم²)، ويبلغ عدد سكانها 8195 نسمة حسب إحصاء سنة 2006 م، بينما كان يسكنها 8198 نسمة في سنة 2001 م. تحتل هذه المدينة المرتبة رقم 451 بين مدن كندا حسب عدد السكان والمرتبة رقم 167 في المقاطعة. نما عدد السكان في هذه المدينة بنسبة (0) بين العامين المذكورين.

## أعلام
- رون أندرسون

## وصلات خارجية
- الأطلس الحكومي لكندا
- إحصاءات كندا مع ساعة تعداد السكان